# Massive Aggressive
Albums de Municipal Waste
The Art of Partying
(2007) The Fatal Feast
(2012)
Massive Aggressive est le quatrième album studio du groupe de Thrash metal américain Municipal Waste. L'album est sorti le 25 août 2009 sous le label Earache Records.
L'artwork de la pochette de l'album a été réalisée par Andrei Bouzikov, le bassiste du groupe de Thrash metal Deadfall.

## Musiciens
- Tony Foresta: chant
- Ryan Waste: guitare
- "Land Phil": basse
- Dave Witte: batterie

## Liste des morceaux
1. Masked by Delirium 1:56
2. Mech-Cannibal 2:20
3. Divine Blasphemer 1:59
4. Massive Aggressive 1:42
5. Wolves of Chernobyl 2:37
6. Relentless Threat 1:46
7. The Wrath of the Severed Head 2:45
8. Upside Down Church 2:29
9. Shredded Offering 2:30
10. Media Skeptic 1:33
11. Horny for Blood 1:38
12. Wrong Answer 2:32
13. Acid Sentence 3:02